# Große Insel von Cenad
Die Große Insel von Cenad (rumänisch: Insula Mare Cenad) ist ein Naturschutzgebiet der IUCN-Kategorie-IV auf dem Areal der Gemeinde Cenad, im Kreis Timiș, Banat, Rumänien.

## Geografische Lage
Die Insel befindet sich im Nordwesten des Kreises Timiș, am rechten Maroschufer, an der Grenze zum Kreis Arad und zu Ungarn, östlich von Cenad und nördlich von Sânnicolau Mare.

## Beschreibung

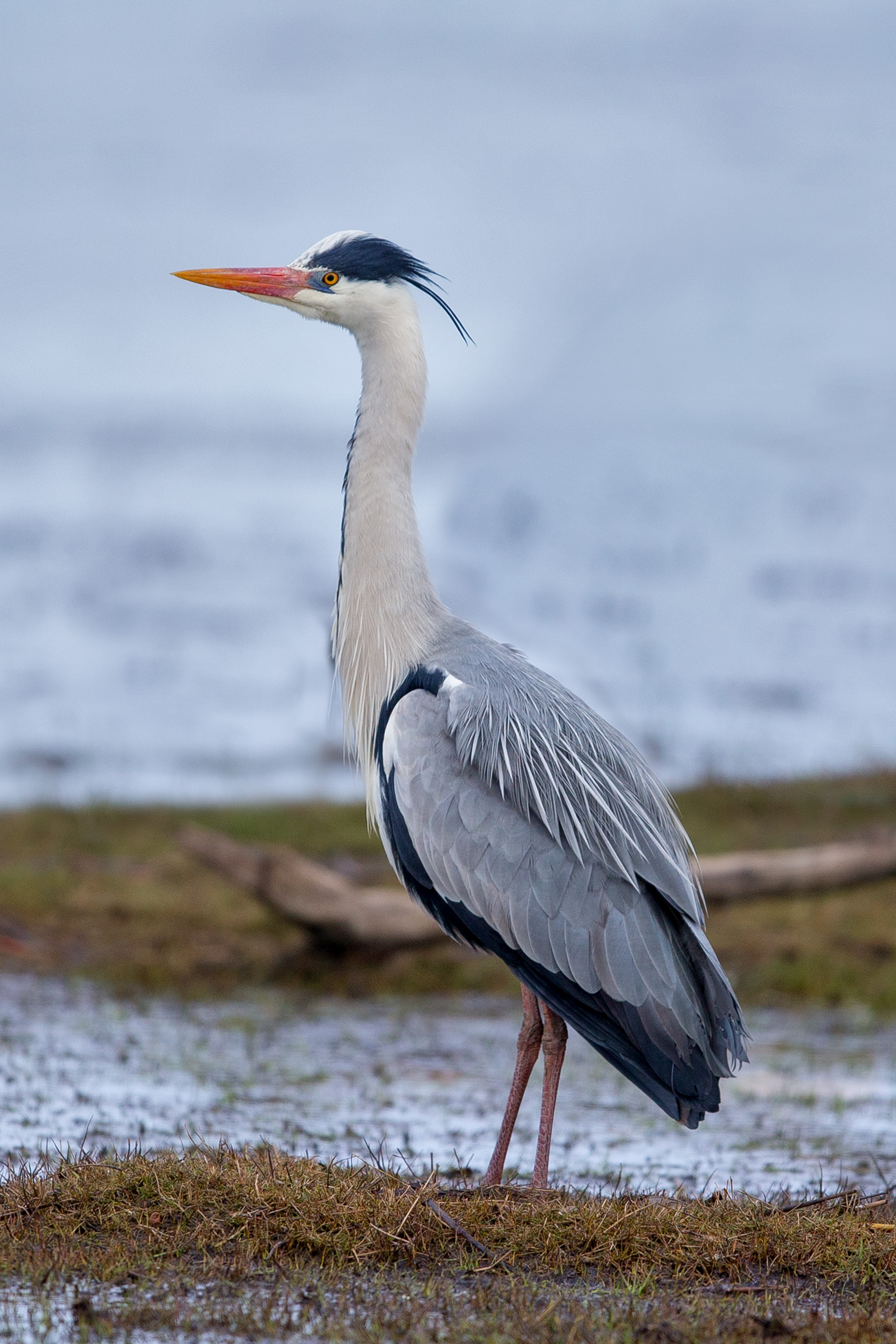
Graureiher

Die Große Insel von Cenad ist Teil des Naturparks Marosch-Auen und wurde durch das Gesetz Nummer 5 vom 6. März 2000 zum Naturschutzgebiet von nationaler Bedeutung erklärt.
Das Naturschutzgebiet Große Insel von Cenad beherbergt eine Vielzahl von Baumarten wie etwa Weiden (Salix) oder Pappeln (Populus) und zahlreiche Arten von Steppengräser. Sie bietet einer Vielfalt von Zugvögeln einen geeigneten Lebensraum.
Auf der Insel sind folgende Vögel anzutreffen:
- Purpurreiher (Ardea purpurea)
- Graureiher (Ardea cinerea)
- Rallenreiher (Ardeola ralloides)
- Nachtreiher (Nycticorax nycticorax)
- Silberreiher (Ardea alba)
- Schwarzstorch (Ciconia nigra)
- Weißstorch (Ciconia ciconia)
- Kormoran (Phalacrocorax carbo)
- Sterntaucher (Gavia stellata)
- Entenvögel (Anatidae)
- Graugans (Anser anser)